# Halvarsgårdarna
Halvarsgårdarna is een plaats in de gemeente Borlänge in het landschap Dalarna en de provincie Dalarnas län in Zweden. De plaats heeft 347 inwoners (2005) en een oppervlakte van 58 hectare.